# Pontypool Park
Pontypool Park è una struttura multifunzione di Pontypool, località del Regno Unito in Galles.
Il campo da rugby che esso ospita, e che porta lo stesso nome, è la sede degli incontri interni della formazione del Pontypool.
Nel 1991 fu tra le sedi che ospitarono gare della II Coppa del Mondo di rugby.

## Storia
Lo stadio si trova all'interno di una vasta area (0,64 km²) di proprietà del distretto di contea di Torfaen.
Il parco, quale pertinenza di una proprietà privata del luogo, nacque a metà del XVI secolo; passò a proprietà pubblica a inizio XX secolo e nel 1925 vi nacque il campo di rugby, da allora al servizio del locale club Pontypool.
Nel 1945 fu edificata anche la tribuna laterale tuttora presente.
Pontypool Park fu selezionato tra le sedi destinate a ospitare gare della Coppa del Mondo di rugby 1991 organizzata dall'Inghilterra ma alla quale Paesi limitrofi prestarono sostegno logistico: in tale impianto si svolse la partita della fase a gironi tra l'Australia e le Samoa Occidentali, vinta sotto una pioggia torrenziale dagli Wallabies per 9-3 con tre calci di punizione di Michael Lynagh.
Nel 2019 il club del Pontypool RFC ha ottenuto dal distretto di contea di Torfaen, proprietario del parco, una concessione a lungo termine dello stadio; grazie alla sicurezza di poter utilizzare il Park in maniera permanente nel lungo termine, il club ha annunciato lavori di ampliamento e ristrutturazione dell'impianto.